# Konklave 1431
Das Konklave von 1431 (2.–3. März) wurde nach dem Tod von Papst Martin V. zusammengerufen und wählte im ersten Wahlgang Gabriele Condulmer zu seinem Nachfolger, der den Papstnamen Eugen IV. annahm. Es war das erste Konklave nach dem Ende des Abendländischen Schimas.

## Die Wahl Eugens IV.
Die Heilig-Geist-Messe wurde am Dienstag, den 1. März 1431 unter Leitung von Kardinal Giordano Orsini, dem Bischof von Albano und prior Cardinalium gefeiert. Am 2. März trafen alle in Rom anwesenden Kardinäle in der Kirche Santa Maria sopra Minerva zum Konklave ein. An diesem Tag wurde die Wahlkapitulation entworfen und unterzeichnet. Sie enthält mindestens acht Klauseln, darunter:
- Die Hälfte der päpstlichen Einkünfte sind mit dem Kardinalskollegium zu teilen. * Keine wichtigen Fragen dürfen ohne Zustimmung des Kollegiums entschieden werden.

Der erste Wahlgang fand am 3. März statt und endete mit der einstimmigen Wahl von Kardinal Gabriele Condulmer, der den Papstnamen Eugen IV. annahm. Am Sonntag, den 11. März wurde er feierlich auf den Stufen der Vatikanbasilika von Kardinal Alfonso Carrillo de Albornoz von S. Eustachio, dem Kardinalprotodiakon, gekrönt.

## Wahlberechtigte
Papst Martin V. starb am 20. Februar 1431. An diesem Tag gab es 20 Mitglieder des Kardinalskollegiums, von denen aber nur 18 wahlberechtigt waren. 14 von ihnen nahmen am Konklave teil.
| Kardinal                                            | Herkunft   | Titel                                            | Ernannt am                                       | durch                       | Anmerkungen                                              |
| --------------------------------------------------- | ---------- | ------------------------------------------------ | ------------------------------------------------ | --------------------------- | -------------------------------------------------------- |
| Giordano Orsini                                     | Rom        | Bischof von Albano                               | 2. Juni 1405                                     | Innozenz VII.               | Kardinaldekan; Großpönitentiar                           |
| Antonio Correr, O.C.R.S.A.                          | Venedig    | Bischof von Porto-Santa Rufina                   | 9. Mai 1408                                      | Gregor XII. (Kardinalnepot) |                                                          |
| Antonio Panciera                                    | Friaul     | Kardinalpriester von Santa Susanna               | 6. Juni 1411                                     | Johannes XXIII.             | Kardinalprotopriester; Administrator von Frascati        |
| Gabriel Condulmer, O.C.R.S.A. (Papst als Eugen IV.) | Venedig    | Kardinalpriester von San Clemente                | 9. Mai 1408                                      | Gregor XII. (Kardinalnepot) |                                                          |
| Branda Castiglione                                  | Mailand    | Kardinalpriester von San Clemente                | 6. Juni 1411                                     | Johannes XXIII.             |                                                          |
| Jean de La Rochetaillée                             | Frankreich | Kardinalpriester von San Lorenzo in Lucina       | 24. Mai 1426                                     | Martin V.                   | Administrator von Rouen und Besançon                     |
| Louis Aleman, O.C.R.S.J.                            | Frankreich | Kardinalpriester von Santa Cecilia in Trastevere | 24. Mai 1426                                     | Martin V.                   | Administrator von Arles                                  |
| Antonio Casini                                      | Siena      | Kardinalpriester von San Marcello                | 24. Mai 1426                                     | Martin V.                   | Administrator von Grosseto                               |
| Juan de Cervantes                                   | Kastilien  | Kardinalpriester von San Pietro in Vincoli       | 24. Mai 1426                                     | Martin V.                   | Administrator von Tui (Galicia)                          |
| Alfonso Carrillo de Albornoz                        | Kastilien  | Kardinaldiakon von Sant’Eustachio                | 22. September 1408                               | Benedikt XIII.              | Kardinalprotodiakon; Administrator von Osma und Sigüenza |
| Lucido Conti                                        | Rom        | Kardinaldiakon von Santa Maria in Cosmedin       | 6. Juni 1411                                     | Johannes XXIII.             | Kardinalprotektor des Deutschen Ordens, Camerlengo       |
| Hugues Lancelot de Lusignan                         | Zypern     | Kardinaldiakon von Sant’Adriano al Foro          | 24. Mai 1426                                     | Martin V.                   | Administrator von Nikosia                                |
| Ardicino della Porta                                | Mailand    | Kardinaldiakon von Santi Cosma e Damiano         | 24. Mai 1426                                     | Martin V.                   |                                                          |
| Prospero Colonna                                    | Rom        | Kardinaldiakon von San Giorgio in Velabro        | 24. Mai 1426, veröffentlicht am 8. November 1430 | Martin V. (Kardinalnepot)   |                                                          |

Das Konzil von Konstanz bestätigte alle Kardinäle, die zur Zeit des Schismas ernannt worden waren, auch die von (aus heutiger Sicht) Gegenpästen. Sieben Kardinäle wurden von Martin V. ernannt, drei von Johannes XXIII. (Pisa), zwei von Gregor XII. (Rom) und einer von Benedikt XIII. (Avignon)
Vier Kardinäle nahmen nicht am Konklave teil:
| Kardinal                    | Herkunft   | Titel                                             | Ernannt am                                       | durch           | Anmerkungen                                             |
| --------------------------- | ---------- | ------------------------------------------------- | ------------------------------------------------ | --------------- | ------------------------------------------------------- |
| Pierre de Foix, O.F.M.      | Frankreich | Kardinalpriester von Santo Stefano al Monte Celio | September 1414                                   | Johannes XXIII. | Legat in Avignon; Administrator von Comminges           |
| Niccolò Albergati, O.Carth. | Bologna    | Kardinalpriester von Santa Croce in Gerusalemme   | 24. Mai 1426                                     | Martin V.       | Administrator of Bologna; Legat in Frankreich           |
| Henry Beaufort              | England    | Kardinalpriester von Sant’Eusebio                 | 24. Mai 1426                                     | Martin V.       | Administrator von Winchester; Legat a latere in England |
| Giuliano Cesarini           | Rom        | Kardinaldiakon von Sant’Angelo in Pescheria       | 24. Mai 1426, veröffentlicht am 8. November 1430 | Martin V.       | Legat in Deutschland                                    |

Fast alle abwesenden Kardinäle waren von Martin V. ernannten worden, mit Ausnahme von Pierre de Foix, der von Johannes XXIII. ernannt worden war.

## Nicht-Wahlberechtigte
Papst Martin V. begründete den Brauch, Kardinäle zu ernennen, ohne ihre Namen zu diesem Zeitpunkt zu veröffentlichen (ähnlich dem heutigen in pectore). Bei zwei dieser Kardinäle waren bei seinem Tod die Riten für die Investitur nicht abgeschlossen, so dass sie nicht als Mitglieder des Kardinalskollegiums betrachtet wurden. Beide wurden später von Eugen IV. bestätigt.
| Kardinal                         | Herkunft             | Titel                                     | Ernannt am                                                                                 | durch     | Anmerkungen                                                               |
| -------------------------------- | -------------------- | ----------------------------------------- | ------------------------------------------------------------------------------------------ | --------- | ------------------------------------------------------------------------- |
| Domingo Ram y Lanaja, O.C.R.S.A. | Katalonien           | Kardinalpriester von SS. Giovanni e Paolo | 24. Mai 1426, veröffentlicht am 8. November 1430, jedoch ohne den Abschluss der Investitur | Martin V. | Administrator of Lerida                                                   |
| Domenico Capranica               | Capranica Prenestina | Kardinaldiakon von S. Maria in Via Lata   | 24. Mai 1426, veröffentlicht am 8. November 1430, jedoch ohne den Abschluss der Investitur | Martin V. | Administrator von Fermo; Gouverneur von Perugia und dem Herzogtum Spoleto |